# Cucaracha (bebida)
La Cucaracha es un cóctel o chupito flambeado típico de México, Guatemala y España que consiste en ⅔ de tequila y ⅓ de Kahlúa, que es un licor de café mexicano. Justo antes de servirse se le prende fuego, y el cliente lo toma con un popote/cañita/pajita de metal, que son a prueba de fuego. No se sabe a ciencia cierta cuál es su origen, aunque se piensa que es mexicano (donde es muy popular), pues sus ingredientes tienen raíces en este país. En España fue popular durante la Movida.
En las coctelerías especializadas, este chupito se separa por capas, vertiendo primero el licor de café en el fondo y luego, con ayuda de una cucharilla, se acaba de llenar el vaso con tequila, que por su menor densidad permanecerá encima del licor y se verán como capas independientes. En ocasiones se agrega una capa de ron 151º para garantizar un buen flameado y que no se apague la llama.
El nombre probablemente provenga de la canción popular mexicana La Cucaracha, cantada durante la Revolución mexicana, que en la primera estrofa dice: «la cucaracha ya no puede caminar». También se dice que quien lo beba en exceso acabará «flameado como cucaracha». Es altamente embriagante, pero a pesar de su alto contenido etílico, el uso de café logra enmascarar el sabor del alcohol. También se toma como digestivo. Si no se dispone de popote se puede apagar la llama de un soplido y beberlo inmediatamente después. Se cree que al prender el trago se le da un sabor ligeramente tostado o chamuscado. Se pueden usar otros licores de café, como Tía María.